# John Edwards
John Edwards (10. června 1953 Seneca, Jižní Karolína) je americký politik, člen Demokratické strany, bývalý senátor za Severní Karolínu, neúspěšný kandidát na post viceprezidenta Spojených států amerických ve volbách v roce 2004 a neúspěšný uchazeč o post kandidáta demokratů na prezidenta pro volby v roce 2008.

## Kariéra

### Právnická kariéra
Vystudoval jako první člen své rodiny univerzitu (North Carolina State University, doktorem práv se stal po absolvování studií na University of North Carolina). Právnickou kariéru začal v Nashvillu a pokračoval v ní po návratu do severokarolínského hlavního města Raleighu. Zabýval se řadou různých případů, celoamerický dopad měl jeho případ, v němž získal odškodné 4,25 milionu USD pro zdravotně postižené dítě od lékaře, který zanedbal jeho péči. V podobných případech na základě precedentu v dalších letech získal svým klientům odškodnění v celkové výši na 60 milionů dolarů.
V roce 1993 založil v Raleighu s Davidem Kirbym vlastní právnickou firmu, v níž vedl v roce 1997 svůj největší případ Lakey v. Sta-Rite Industries, týkající se odpovědnosti za výrobek. Společnost Sta-Rite byla žalována za to, že neupozorňovala na nutnost pečlivého uchycení krytu bazénového odpadu. Tříletá Valerie byla vážně zraněna, když podtlak v odpadu, jehož kryt odmontovaly jiné děti a na který si sedla, částečně vsál její vnitřnosti. I zásluhou závěrečného slova, které vedl hodinu a půl a v němž zmínil i nedávno zesnulého syna Wadea, pomohl Edwards získat rodině Valerie odškodné ve výši 25 milionů dolarů. Za svůj úspěch byl s Kirbym vyznamenán Cenou za veřejnou službu Association of Trial Lawyers of America.
V průběhu předvolební kampaně k prezidentským volbám v roce 2004 vydal knihu s názvem Four Trials, v níž (se spoluautorstvím Johna Aucharda) popisuje případy ze své právní praxe.

### Senátní kariéra
V roce 1998 porazil stávajícího republikánského senátora za Severní Karolínu Lauche Fairclothe ziskem 51,2 % ku 47,0 % hlasů (rozdíl činil asi 83 tisíc hlasů).
V Senátu měl například na starost výslechy svědků Moniky Lewinské v procesu impeachmentu prezidenta Billa Clintona v roce 1999. Za dobu svého senátního působení přednesl nebo spolupřednesl 203 návrhů změn zákonů, mimo jiné i rezoluci, která v Senátu schvalovala užití vojenské síly proti Iráku za režimu Saddáma Husajna, což později obhajoval. Hlasoval také pro PATRIOT Act (nařízení posilující státní pravomoci k potírání terorismu z roku 2001), podporoval pozitivní diskriminaci, zachování trestu smrti a zrušení daňových škrtů prezidenta G. W. Bushe. Předložil návrh prvního amerického zákona o obraně proti spyware, podporoval rozšíření legální imigrace do Spojených států.
Před prezidentskými volbami v roce 2004 oznámil odstoupení z funkce senátora a podpořil bývalého šéfa kanceláře Bílého domu Erskina Bowlese jako svého nástupce, ten ale prohrál ve volbách s republikánem Richardem Burrem.

### Prezidentské volby 2004

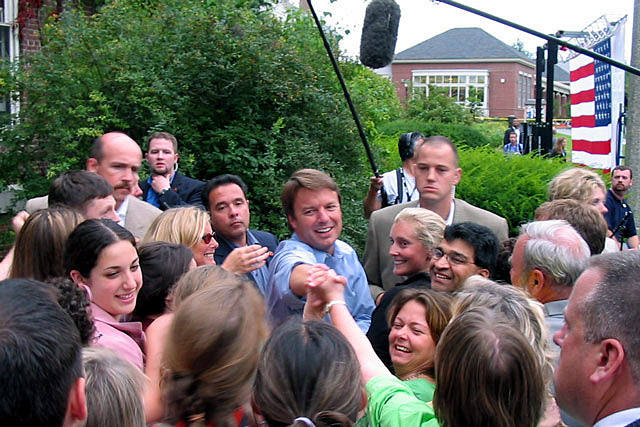
John Edwards ve volební kampani v roce 2004

Už od roku 2000 zjišťoval Edwards možnosti a získával prostředky pro případnou prezidentskou kandidaturu, kterou definitivně oznámil 16. září 2003. V prvních demokratických primárkách v Iowě skončil druhý 7 % za Johnem Kerrym, v New Hampshire obsadil čtvrté místo. 2. února vyhrál primárky v Jižní Karolíně, ale v ostatních státech prohrál, převážně znovu s Kerrym. Když odstoupil třetí z hlavních kandidátů Howard Dean, stal se posledním velkým soupeřem Kerryho, kterého ale přesto nenapadal až do 29. února, kdy ho v debatě v New Yorku kritizoval za plán přezkoumat odborářské dohody.
Ve volebním superúterý 2. března vyhrál Kerry ve všech deseti státech, s výjimkou Georgie, s jasným náskokem. Edwards o den později v Raleighu oznámil oficiální ukončení kampaně a odstoupení od kandidatury, přesto ještě 17. dubna získal nejvíce hlasů v Severní Karolíně.
6. července oznámil Kerry, že Edwards bude jeho kandidátem na post viceprezidenta, toto rozhodnutí uvítali zástupci demokratů i podle výzkumů mínění jejich voliči. Edwardsova nominace nicméně přiměla americkou obchodní komoru k podpoře G. W. Bushe, protože Edwards byl proti reformě vedení občanských sporů. Volby nakonec vyhrál Bush se svým viceprezidentským kandidátem Dickem Cheneym.
Po neúspěchu ve volbách se Edwards nevrátil k právnické praxi. Místo toho se stal ředitelem Střediska pro chudobu, práci a příležitosti University of North Carolina v Chapel Hill. Své aktivity zaměřil na snahu vymýtit chudobu a zvýšit vzdělanost, podporoval i rekonstrukci oblastí postižených hurikánem Katrina. V dubnu 2006 vystoupil za zvýšení minimální mzdy.
V říjnu 2005 se stal poradcem investiční společnosti Fortress Investment Group.

### Prezidentské volby 2008

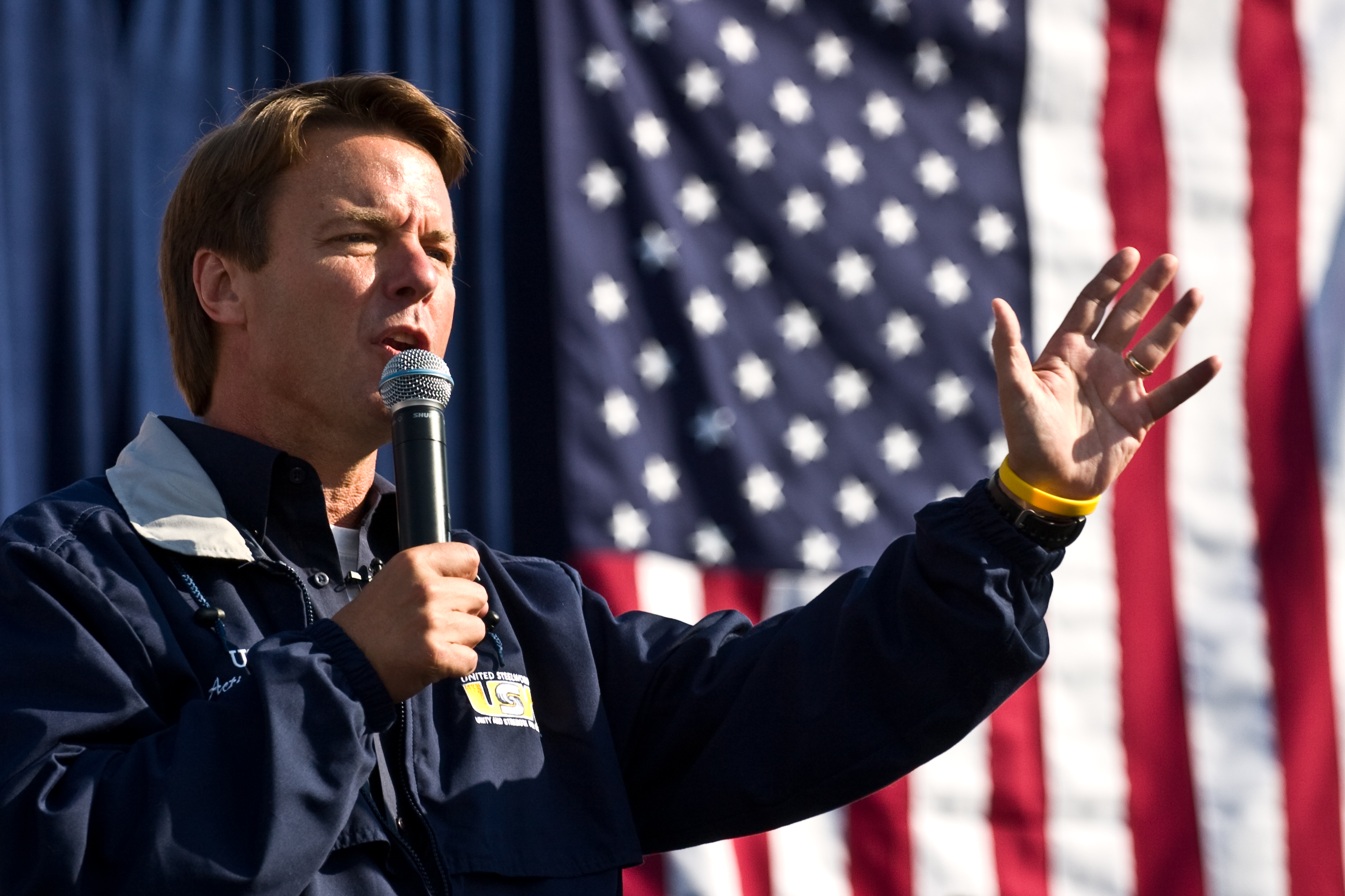
Edwards při kampani v Pittsburghu v roce 2007

28. prosince 2007 Edwards oznámil v New Orleansu oficiálně svou druhou kandidaturu do prezidentských voleb. Za své priority označil boj s chudobou, globálním oteplováním, zajištění všeobecné zdravotní péče a stažení amerických vojsk z Iráku.
V prvních demokratických primárkách v Iowě obsadil Edwards s 29,75 % hlasů druhé místo za senátorem Barackem Obamou (37,58 %), o zlomek procenta před Hillary Clintonovou. V dalších soubojích v New Hampshire, Jižní Karolíně a na Floridě obsadil pokaždé s velkým odstupem třetí místo a 30. ledna oznámil konec své kandidatury.

## Soukromý život
Od roku 1977 byl ženatý s právničkou Elizabeth Ananiovou (zemřela v roce 2010). Měli čtyři děti - Wadea (1979-1996), Cate (* 1982), Emmu Claire (* 1998) a Jacka (* 2000). Wade zemřel při autonehodě, rodiče na jeho počest založili nadaci Wade Edwards Foundation, která podporuje školy a studenty.